# Per aspera ad astra
Per aspera ad astra, hrvatski: "Preko trnja do zvijezda"
Ostale slobodnije verzije:
- Od mraka u svijetlo
- Radom do uspjeha.
- Nikome ništa ne pada s neba.

Ovu poslovicu prvi je upotrijebio rimski državnik, filozof i pisac Seneka u tragediji "Hercules Furens" (Podivljali Heraklo). 